# Івкін Кузьма Петрович
Кузьма Петрович Івкін (1908 — червень 1942, місто Київ) — радянський партійний діяч, секретар Київського міського комітету КП(б)У, секретар Київського підпільного міського комітету КП(б)У, 1-й секретар Червонобаварського районного комітету КП(б)У міста Харкова.

## Біографія
Член ВКП(б) з 1928 року.
У 1938 році — завідувач відділу кадрів Харківського міського комітету КП(б)У; 1-й секретар Червонобаварського районного комітету КП(б)У міста Харкова.
У 1938—1939 роках — відповідальний організатор ЦК КП(б)У; в 1939—1940 роках — завідувач сектора відділу кадрів ЦК КП(б)У.
31 січня — вересень 1941 року — секретар Київського міського комітету КП(б)У із кадрів.
Під час німецько-радянської війни, з жовтня 1941 по 7 червня 1942 року — секретар Київського підпільного міського комітету КП(б)У (другого складу). 7 червня 1942 року заарештований німецькою владою. Під час затримання був важко поранений, помер у київській в'язниці.